# Rød Ungdom
Rød Ungdom var en dansk, revolutionær, socialistisk ungdomsorganisation, stiftet i 1993 og nedlagt i 2010. Rød Ungdom var ikke tilknyttet noget bestemt parti. Landsorganisationen nedlagdes på et ekstraordinært landsmøde d. 13. marts 2010. Dog fortsatte lokalafdelingen i Aalborg samt webbutikken Revoshop.dk som selvstændige foreninger.
Organisationen udgav ungdomsbladet Lige venstre samt bøger som Den ultimative sangbog og Højrefløjens rædselskabinet af den senere professor Mikkel Thorup. Andre kendte tidligere medlemmer af Rød Ungdom er politikeren Rosa Lund.

## Mærkesager
Rød Ungdom markerede sig primært på fem mærkesager:
- Modstand mod EU: En del af ophavet til Rød Ungdom var en kampagne Rok ved Unionen under debatten om Maastricht-traktaten i 1992-93. Desuden førte Rød Ungdom kampagner ved afstemningerne om Amsterdam-traktaten og Euro'en. Disse kampagner har både været ført selvstændigt og gennem bredere initiativer.
- Modstand mod racisme: Rød Ungdom deltog i Antiracistisk Netværk og i modstanden mod organiserede nazister op igennem 1990'erne. Desuden førte Rød Ungdom kampagner mod Dansk Folkeparti og Dansk Front.
- Modstand mod krig: Især krigen mod Irak i 2003 resulterede i stor aktivitet fra bl.a. Rød Ungdoms side, men også solidaritet med palæstinenserne og kurderne havde høj prioritet. I det hele taget var man konsekvente antiimperialister.
- Bedre vilkår for uddannelsessøgende: Rød Ungdom søgte at modvirke forringelser af uddannelsessystemet, bl.a. ved at samarbejde med elevråd og DGS.
- Faglige kampe optog ligeledes organisationen, som bl.a. deltog i Ribus-konflikten i 1995 og etableret blokade af Restaurant Pejsegården i 2002.

## Struktur
Rød Ungdoms øverste myndighed var landsmødet, der blev afholdt årligt. På Landsmødet fastlagdes organisationens politik, og der valgtes en Landsledelse.
Landsledelsen var organisationens øverste ledelse imellem landsmøderne. Landsledelsen varetog organisationens politiske og økonomiske interesser samt forestod organisering af landsdækkende aktiviteter og kampagner. Landsledelsen valgte en Landsarbejdsgruppe, der fungerede som sekretariat for organisationen.
Rød Ungdom havde lokalafdelinger i København, Århus, Odense, Aalborg, Esbjerg, Hobro, Randers, Silkeborg, Viborg, Vejle, Svendborg, Slagelse, Tølløse, Nykøbing Sj., Roskilde, Helsingør, Frederiksberg m.fl..
Rød Ungdom ejede internetbutikken Revoshop.dk, der stadigvæk findes og forhandler merchandise fra progressive danske og udenlandske organisationer og producenter.